# 韓食の世界化
韓食の世界化（かんしょくのせかいか）とは、大韓民国が官民を挙げて推進する韓食（韓国の料理）のグローバル化推進運動。韓食を世界5大料理の一角に押し上げ、韓国文化の優秀性を世界に広めることで国家イメージを高め、韓国産食材の輸出促進と在外僑胞の雇用促進を目指す。

## 背景
韓国では国内総生産に比較し、韓国の国際社会に与えるイメージを意味するブランド価値は経済的実力より低く評価されていると考えられており、国家ブランド価値を高めることで文化・商品の付加価値を高める必要性が議論されてきた。サムスンや現代自動車のイメージが、北朝鮮と同一視されがちな韓国を上回っており、「Made in Korea」という表記をすることで商品価値が低く抑えられる「コリアディスカウント」が発生するなど、国家イメージの低さが企業イメージの足を引っ張っていることが問題とされてきた。また、大韓民国内においても「韓食は安物」というイメージがあり、ソウルに17ある特1級ホテルのうち13カ所から韓食店が消え「国家代表クラス」の韓食店がほとんどなく、国内の1級以上の観光ホテルのうち韓食店を運営する所は22%に過ぎない、あるいはミシュランガイドとザガット・サーベイを合わせたような韓国版グルメガイド「ブルーリボンサーベイ」（ko:블루리본 서베이）でもソウルの「2009年に注目すべき新しいレストラン」17店のうち、韓食店は焼き肉店1店のみであるなど、韓食の国内での競争力・位相の低さも問題となっていた。そこで、韓国ブランドの価値、輸出競争力を高め、「コリアディスカウント」を「コリアプレミアム」（코리아 프리미엄）に転化させるために、まず韓食のブランド・文化的価値を高めて文化的尖兵とし、国内観光業の魅力を高めるとともに韓食店の海外展開を容易にし海外同胞の就業支援とする施策の必要性が認識されていった。
2006年（平成18年）10月から日本の外務省と農林水産省が共同事業として進める「WASHOKU - Try Japan's Good Food事業」や「スシポリス」と揶揄された「海外日本食レストラン認証制度」を推進していた農林水産省の「海外日本食レストランに関する有識者会議」の流れを受け2007年（平成19年）7月に発足した「日本食レストラン海外普及推進機構（JRO）」、タイ王国政府の「タイ・セレクト」を通じた海外レストラン支援のように、韓国政府の積極的関与による海外への韓食店展開、現地化、食材輸出支援、料理概念の整理や調理技術の継承・標準化などの必要性が叫ばれた。

## 韓スタイル
2007年2月15日、大韓民国文化観光部は韓国伝統食を含む韓国文化を世界に通用するブランドに育成するという「韓スタイル（한스타일、HAN－Style）育成総合計画2007-2011」を発表、ハングル、韓食、韓服、韓紙および韓国音楽の6分野を選び、韓国固有文化を世界に向けて紹介し各分野のブランド化を促進するとともに、「韓スタイル」を日常的に大事にし、自分達の文化を再発見し、関心と愛情を体系的に育成することを目的に掲げた。
この中で韓食に関する文化観光部の計画は、外国人が好みそうなものを10品目選びんで韓国商品と結びつけ、理解しにくい調理法を西洋式計量法で表記した簡素化した調理法の開発、地域別特性と気候にあわた現地化・標準化・簡便化し世界化アイテムを開発、郷土料理、宮廷料理、薬膳料理、精進料理および家庭料理などの伝統料理コンテンツの開発などの推進を提唱、国家別に海外韓国食堂情報を載せた広報雑誌を作成し普及すると同時に「優秀韓国食堂国家認証制」の導入、教育課程の整備と料理専門家養成のための多様な総合的プログラムの改善、韓食調理師の育成及び海外進出事業の支援、フランスのような代表的料理教育機関（韓国版「ル・コルドン・ブルー」）の設置、海外調理師の教育プログラム拡大、試食会やイベントなどを通じた伝統文化の商品化が検討された。
一方、農林部は「韓国食世界化推進計画」を立案、2008-2011年に世界化基盤構築のため海外韓国レストラン経済力再考など5分野に年195億ウォン、4年で780億ウォンを投資、世界化のため10大代表品目の選定、国家別現地化、調理法の標準化および商品化、食材開発、宮廷料理など伝統食文化コンテンツ開発などの推進、海外韓国レストランの競争力強化のためのインテリア・食材・コンサルティング支援・経営主及び調理師教育訓練、外国の韓食店のオン・オフネットワークの構築、海外主要都市での拠点韓国レストラン設置、優秀な店舗への国家認証制導入などを方針として掲げた。
これらを受け、2006年に開催された韓国最初の伝統文化統合産業博覧会「2006 韓ブランド博覧会」（한브랜드 박람회）を引き継ぐ形で、2008年7月「2008 韓スタイル博覧会」（한스타일 박람회、Hanstyle Expo 2008）がソウルで開催され、韓国伝統酒を使った「ハンスタイルカクテル発表会」や全州ビビンバをかき混ぜる姿が報道された。2009年7月に開催された「韓国スタイル博覧会2009」（한국 스타일박람회 2009）では「韓国的なもの」に対する韓国人の中の「合意」が形成されていないのにバラバラな物を集めたという印象が強かった点を反省、テーマ館のタイトルを「今、ここ、わたしたち」とするなど2009年現在の韓国のスタイルを明確に表現することを第一の課題とし、韓屋のイメージに韓食研究家と宮廷料理専門家による品格高い韓食膳の組み合わせの提案、現代的なセンスで解釈した韓国茶室など、伝統のみにとらわれず新しい現代的な解釈も加えられた展示が見られた。2010年12月には「2010 韓国スタイル博覧会」（2010 한국스타일 박람회、KOREA, the Style）が（財）韓国工芸デザイン文化振興院主催のもと開催され、「韓国の想像力」というテーマのもと「公共デザイン展2010」「工芸トレンドフェア2010」との共催により工芸に重点が置かれた展示となった。
他方、それまでにもキムチや、コチュジャン、柚子茶、マッコリ、韓国伝統酒、トッポッキ、ビビンバなど韓国食品を紹介する企画が国内外で散発的に行われていたが、2007年11月、『ミシュランガイド東京2008』が発売され、「東京は世界一の美食都市」と喧伝されたことや、リーマン・ショック後の韓国通貨危機を契機に、世界化に伴う国家イメージ上昇による「コリアプレミアム」の必要性と外貨獲得の重要性についての議論が韓国民の間でさらに活発化した。

## 世界5大料理入りを目指す
2008年10月16日韓国政府は「韓国料理、世界5大料理化」元年を宣布、2017年を目途に10年計画で韓食を世界5大料理に育成することを目指して活動を開始、2009年1月19日には韓国の国格を高めるための司令塔として大統領直属機関の「国家ブランド委員会」が発足、2月には張太平農林水産食品部長官は外交通商部と協力し、韓食専門の調理師を育成して全世界の在外韓国公館に送り、著名人などを招待してパーティーを開き韓食広報の場とする計画や、「韓国料理アカデミー」や「世界キムチ研究所」の開設、2017年までに『ミシュランガイド』で星付き韓国式レストランを100カ所を作る目標を表明した（「世界キムチ研究所」は2010年3月開設）。
5月初めには李明博韓国大統領夫人金潤玉を名誉会長とし、東京で韓食店「高矢禮」を運営するペ・ヨンジュンらを推進委員とする官民合同機関の「韓食世界化推進団」（ko:한식 세계화 추진단）を発足、韓国国際交流財団が米国ワシントンD.C.で韓食世界化夕食会を開催、6月に済州島で開催された韓国・ASEAN首脳会議では、大統領が串焼きを自分で直接もてなすなど、積極的に広報活動に勤めた。
2010年3月、「韓食世界化推進団」より専門性を備え、食品業界や韓国飲食業界との調整を容易にし、また、海外の韓食店支援などのような事業を政府が直接担当するのは適切ではないといった判断から、韓国観光公社、韓国国際交流財団、韓国農業協同組合、韓国水産業協同組合、農水産物流通公社などが7億ウォンを拠出し、民間機関として「韓食財団」（ko:한식재단）が立ち上げられた。財団の理事長は2008年韓国蝋燭デモで大韓民国農林水産食品部初代長官を辞任した鄭雲天が務め、韓食の広報や外国の韓食店認証、韓食店の競争力強化、調理師教育、コンサルティング、伝統的な韓食の原型発掘、世界的な韓食ネットワークの構築などの事業を展開する。
この一環として、2009年には民団韓食ネット協議会や関西韓国食文化協会と韓食世界化協約が結ばれ、また「2010世界韓食広報祭り」がニューヨーク、ワシントンD.C.、香港、仙台、東京で開催され、韓国国内から選抜された料理人による「韓国広報大使」が韓食の魅力を伝える活動を行った。東京では韓食財団と服部栄養専門学校が韓国レストラン認定事業「東京優秀韓国レストラン推薦制度」の業務提携を発表、都内の韓国レストランの中から審査対象となるレストランを募り「海外優秀韓国レストラン」を選出、2011年6月には推薦レストラン情報をまとめた『韓国レストランガイド2011東京』が出版された。
他方、2009年6月25日に開かれた「海外優秀韓食堂認証制」の説明会では、料理店を高級・専門・大衆の3つに分類することや、最近2年間の現地衛生法の遵守、韓食メニュー70％以上、韓国産食材の使用といった認証評価基準や、認定レストランに対する資金援助などのメリットの部分がほとんど決まっていなかったということもあり「海外市場への正確な把握と理解なしにアプローチしている」という冷淡な反応も見られた。また、韓食財団の鄭雲天理事長は「国民が見向きもしない韓食店が、海外でうまくいくわけがない」と話し、5つ星ホテルに韓食店の誘致を義務化し支援する計画にも触れたが、民間企業に韓食店の設置を義務化付けるのは無理と反発されるなど、国内的な韓食の地位向上にも課題が多い。また、2010年12月には韓食の世界化予算として242億ウォン（17億8000万円）が含まれた2011年度予算案を強行採決し反対派から批判を浴びた。
2011年7月、大韓民国文化財庁は朝鮮王朝宮中料理のユネスコ無形文化遺産への登録を目指した登録推進委員会を設置し、同年ユネスコに提案を行ったが、追加説明を求める「情報照会」勧告を受けた。

## 評価
2011年5月にはニューヨークの有名韓食店が相次いで閉店したことが報じられ、多大な予算をつぎこまれた韓食世界化事業の推進に疑問が持たれた。7月にCNN GOが発表した「世界で最もおいしい50種類の食べ物（World's 50 most delicious foods）」に韓食が1品も入っておらず、韓国で「屈辱的！」との声や日本に対する批難が上がった。10月には世界の主要都市に高級韓食レストランを建て、韓食世界化をリードすることを目的に韓国政府が推進していた「フラッグシップ韓食レストラン」事業に運営事業者の応募がなく白紙化されるなど、「高級化」も難航している。更に2012年10月にはこれらに使用されなかった50億ウォンは本来返納されなければならないものだが、韓食レストランとは無関係な研究業務やウェブサイトのリニューアルに全て使用されたことが明らかとなった。なお、農林水産部は問題はないと認識している。
これらを受ける形で、2011年度には22億円だった韓食世界化推進団の事業費は2012年度は16億5200万円となり、関連業界からは李明博政権以降は韓食世界化事業も終わるのではないかと懸念されている。韓国与党は2012年10月5日、2009年から現在まで合わせて769億ウォン（約54.2億円）を使用したが、具体的な成果がなかったとして事業の全面的な見直しを要求した。2013年1月、与野党の合意に基づき韓国国会農林水産食品委員会は予算の不正転用の疑いなどにより、監査院に監査要求を提出することを決定した。
2013年1月、世界キムチ研究所がドイツのベルリンとフランクフルト、フランスのパリで行った認知度調査結果が発表され、キムチあるいはキムチチゲ、ビビンバ、プルコギの認知度は16.1%、5.2%、4.6%であり、寿司（95.2%）やパッタイ（30.2%）の認知度に比べ低い水準に留まっていた。また、キムチ宗主国を問う質問では韓国、日本、中国とする回答がそれぞれ68.4%、9.6%、7.9%であり、「キムチの世界化」における宗主国議論に関する懸念は正しくないことがわかった。
2013年1月、李明博大統領は「わが歴史で、今より国の格が高いことはかつてなかった」「今や『コリア・プレミアム』時代であり、韓国の商品価値も上がった」と力説したが、韓国国会の予算監査機関である「国会予算政策処」は「韓食の世界化」事業を税金の無駄遣いとして批判している。
2013年、政府機関が「韓食世界化」運動に費やす金額が前年比で12％減る予定だが、財団法人「韓食財団」の予算は31％増えている。中でも、人の体がビビンバにどう反応するかを調べる研究に総額109億ウォン（約10億円）が投じられるという。

## ミシュランガイド
2010年4月、ミシュランは韓国観光公社と韓食財団の支援の元、『ミシュラン・グリーンガイド韓国編（Guide vert Corée du sud）』を出版することで合意し、2011年5月にフランス語版が発売され、観光地や韓国全土の市場と共に飲食店や犬肉文化も紹介された。
『ミシュランガイド』ニューヨーク・シティー2012では、フュージョン韓国レストランが1つ星を獲得、京都・大阪・神戸・奈良2012では新設された韓食カテゴリで1軒が1つ星を獲得、東京・横浜・湘南2012では1軒が2つ星を、2軒が1つ星を獲得した。後者は2012年、服部幸應服部栄養専門学校理事長とともに韓国政府から韓食世界化功労牌を授与された。
2016年11月25日にミシュランが韓食の人気を受けてソウル版を製作したが、韓国政府機関の韓食財団と韓国観光公社から４億ウォンを受け取って発行していたことが発覚した。韓国の有名グルメコラムニストは「実際にはもっと多くの金が使われた」と推測した。

## 犬肉料理
初期には犬肉の優秀性を宣伝し、犬肉料理を世界化しようとする動きも見られた。一方、外国人にとって韓国食品といえば犬肉料理や生だこ（ko:산낙지、サンナクチ）を思い浮かべる人が多く、VANKなどがウィキペディアの韓食に関する情報を修正するなど『歪曲された韓国料理のイメージの修正』活動を行っている。
他方、北朝鮮では犬肉料理は国民文化の誇りの源泉とみなされており、犬肉食の普及促進を狙った犬肉料理コンテストも開催されている。